# America's Sweethearts
America's Sweethearts är en amerikansk romantisk komedifilm från 2001, regisserad av Joe Roth med Julia Roberts, Billy Crystal, Catherine Zeta-Jones, John Cusack och Hank Azaria i huvudrollerna. Filmen hade Sverigepremiär den 31 augusti 2001.

## Handling
Filmen är en romantisk komedi som kretsar kring paret Gwen och Eddie, båda kända skådespelare, som genomgår en uppslitande skilsmässa. Problemet är bara att Gwen och Eddie är Amerikas favoritpar, och deras filmer inte skulle få samma uppmärksamhet om de gick skilda vägar. Så deras publicist väljer att låta det framstå som de fortfarande är lyckligt gifta, medan sanningen är att Gwen redan har träffat en ny, och det har även Eddie, nämligen Gwens syster/personliga assistent.

## Rollista (urval)
| Julia Roberts        | – Kathleen "Kiki" Harrison |
| Billy Crystal        | – Lee Phillips             |
| Catherine Zeta-Jones | – Gwen Harrison            |
| John Cusack          | – Eddie Thomas             |
| Hank Azaria          | – Hector Gorgonzolas       |
| Stanley Tucci        | – Dave Kingman             |
| Christopher Walken   | – Hal Weidmann             |
| Alan Arkin           | – hälsogurun               |
| Seth Green           | – Danny Wax                |
| Larry King           | – sig själv                |
| Rainn Wilson         | – Dave O'Hanlon            |
| Eric Balfour         | – säkerhetsvakt            |